# Zarwaram
Zarwaram (auch: Zaouraram) ist ein Dorf in der Landgemeinde Chétimari in Niger.

## Geographie
Das von einem traditionellen Ortsvorsteher (chef traditionnel) geleitete Dorf liegt am Fluss Komadougou Yobé, der hier die Staatsgrenze zu Nigeria bildet. Es befindet sich rund 12 Kilometer südöstlich des Hauptorts Chétimari der gleichnamigen Landgemeinde, die zum Departement Diffa in der gleichnamigen Region Diffa gehört. Auf der anderen Seite der Staatsgrenze liegt in etwa fünf Kilometer Entfernung von Zarwaram die Stadt Damasak.
Der 70 Hektar große Wald von Zarwaram wächst auf felsigem Boden und steht unter Naturschutz. Das Dorf ist Teil der 860.000 Hektar großen Important Bird Area des Graslands und der Feuchtgebiete von Diffa. Zu den in der Zone beobachteten Vogelarten zählen Arabientrappen, Beaudouin-Schlangenadler, Braunrücken-Goldsperlinge, Fuchsfalken, Nordafrikanische Lachtauben, Nubiertrappen, Prachtnachtschwalben, Purpurglanzstare, Rothalsfalken, Sperbergeier und Wüstenspechte als ständige Bewohner sowie Rötelfalken, Steppenweihen und Uferschnepfen als Wintergäste.

## Geschichte
Das Dorf Zarwaram befindet sich seit Beginn des 18. Jahrhunderts an seinem heutigen Standort. Zuvor lag es etwas weiter nördlich an einer Flussschlinge, wo es stärker feindlichen Angreifern ausgesetzt war. In den Jahren 1949, 1979 und 1997 war das Dorf von Überschwemmungen betroffen.
Die Grenzstadt Damasak in Nigeria wurde am 24. November 2014 von der Terrorgruppe Boko Haram eingenommen. Zarwaram war wie andere Orte im Südosten Nigers das Ziel von Flüchtlingen aus dem Nachbarland. Am 30. November 2014 wurden im Dorf zwei Flüchtlinge aus Malam Fatori durch Schüsse getötet. Unter den Flüchtlingen in der Region Diffa brach Ende 2014 eine Choleraepidemie aus. Neben Zarwaram wurden die meisten Erkrankten in den Orten Bandi, Chétimari und Diffa behandelt.

## Bevölkerung
Bei der Volkszählung 2012 hatte Zarwaram 2997 Einwohner, die in 422 Haushalten lebten. Bei der Volkszählung 2001 betrug die Einwohnerzahl 2038 in 379 Haushalten und bei der Volkszählung 1988 belief sich die Einwohnerzahl auf 952 in 226 Haushalten.

## Wirtschaft und Infrastruktur
Mit einem Centre de Santé Intégré (CSI) ist ein Gesundheitszentrum im Ort vorhanden. Es gibt eine Schule. Das nigrische Unterrichtsministerium richtete 1996 gemeinsam mit dem Welternährungsprogramm der Vereinten Nationen zahlreiche Schulkantinen in von Ernährungsunsicherheit betroffenen Zonen ein, darunter eine für Nomadenkinder in Zarwaram. Die ackerbaulich genutzten Flächen beim Dorf sind von Bodenerosion betroffen, die vom Fluss Komadougou Yobé verursacht wird.